# Vivo (album de Luis Miguel)
Pour les articles homonymes, voir Vivo.
Albums de Luis Miguel
Amarte es un placer
(1999) Mis romances
(2001)
Singles
Vivo est le troisième album live du chanteur mexicain Luis Miguel. Il a été filmé dans la salle de concert Auditorium Coca Cola (en) de Monterrey, dans l'État de Nuevo Léon, au Mexique, où Miguel s'est produit du 13 au 17 avril 2000, dans le cadre de la deuxième étape de sa tournée Amarte es un placer. Vivo a été publié sous forme de CD audio, DVD et VHS en direct. C'est le premier album live en langue espagnole à être sorti aux formats NTSC, PAL et DVD. La version audio a été produite par Miguel, tandis que David Mallet a réalisé l'album vidéo. Le disque audio est sorti le 3 octobre 2000, tandis que l'album vidéo est sorti le 24 octobre. Les interprétations de Miguel de Y et La Bikina, qu'il a spécialement interprétées lors des concerts au Mexique où il a été rejoint par le groupe Mariachi 2000 de Cutberto Pérez, ont été mises à disposition en tant que singles pour l'album.
Après sa sortie, Vivo a reçu des critiques généralement favorables, qui ont loué la voix de Miguel, ses interprétations en direct de ses morceaux et les chansons de mariachi. Un critique a cependant souligné le manque de sous-titres, de sous-titres codés et de matériel supplémentaire. Miguel a reçu plusieurs récompenses, dont une nomination aux Grammy pour le meilleur album de pop latine et une nomination aux Grammy pour le meilleur album vocal de pop masculine. Sur le plan commercial, l'album a atteint la deuxième place du classement des albums en Espagne et du classement Billboard Top Latin Albums aux États-Unis. Il a également atteint la première place du classement des albums en Argentine et a été certifié triple platine et or au Mexique.

## Contexte et publication
En 1999, Luis Miguel sort son treizième album studio Amarte es un placer. Pour promouvoir davantage le disque, il a lancé la tournée Amarte es un placer qui a duré de 1999 à 2000. Dans le cadre de la deuxième partie de sa tournée, Miguel a présenté cinq spectacles à l'Auditorium Coca Cola (en) de Monterrey, au Mexique, du 13 au 17 avril 2000,, et a attiré plus de 50 000 spectateurs. Miguel était accompagné d'un groupe de treize musiciens pendant sa tournée, qui comprenait des cors, des claviers, des guitares et trois choristes féminines,,. Son spectacle d'une heure et demie était principalement composé de chansons pop et de ballades d'Amarte es un placer et de sa carrière antérieure, ainsi que de medleys de boléros tirés des albums sur le thème de la romance. Lors de ses concerts à Monterrey, il a été rejoint par le groupe Mariachi 2000 de Cutbert Pérez et a interprété des reprises en direct de Y et La Bikina, qui ont été mises à disposition en tant que singles pour Vivo,.
Les concerts de Miguel à Monterrey ont été enregistrés pour Vivo. Miguel a produit l'album lui-même tandis que la vidéo a été réalisée par David Mallet,. Le disque audio de l'album est sorti le 3 octobre 2000, tandis que l'album vidéo a été lancé en VHS et DVD le 24 octobre,. Il s'agit du premier album live en langue espagnole à être publié aux formats NTSC, PAL et DVD. La Bikina est sorti en tant que single principal de l'album le 15 septembre 2000. Un auteur de La Opinión a fait remarquer que le jour de la sortie devait probablement coïncider avec le jour de l'indépendance du Mexique. Il a atteint son apogée au numéro deux du classement Billboard Hot Latin Songs aux États-Unis. Le 14 novembre 2000, Y est sorti en tant que deuxième single de l'album et a atteint la huitième place du classement des Hot Latin Songs,. Les interprétations live de Quiero et Cómo Es Posible Que a Mi Lado sont également sorties sous forme de single promo en Colombie en 2001.

## Accueil
Après sa sortie, Vivo a reçu des appréciations généralement positives de la part des critiques musicaux. Le critique d'AllMusic Perry Seibert a attribué deux étoiles sur cinq à l'album vidéo et a critiqué son manque de sous-titres, de sous-titres codés et de matériel supplémentaire, mais a déclaré qu'il ne devait pas « dissuader les fans de musique latino de regarder ce DVD divertissant de Warner Bros ». La version audio elle-même a été classée trois étoiles sur cinq par un éditeur d'AllMusic. La rédactrice en chef de Billboard, Leila Cobo, a complimenté le chant de Miguel et a fait l'éloge des morceaux « vraiment spectaculaires » de Vivo, dont La Bikina. Cependant, Leila Cobo a estimé qu'il était « moins convaincant » sur Quiero et Tú, Sólo Tú, qu'elle considérait comme « coincé dans les nuances funk/disco des années 1980 », parce que Miguel prenait tout cela « très au sérieux ». Mario Tarradell, du Dallas Morning News, a attribué la note « B » à l'album, saluant le son « clair et net » du disque, la « voix mélodieuse » de Miguel, la participation de Mariachi 2000 sur La Bikina, que Tarradell qualifie de meilleur morceau de Vivo. Tarradell a également salué les interprétations live de Quiero et Suave comme « agréables ». Cependant, il a estimé que Miguel « a trop tardé dans le domaine des standards latins » sur les medleys  de thème romances.
La critique du Los Angeles Daily News, Sandra Barrera, a attribué quatre étoiles sur quatre à Vivo, tandis que l'album peut être considéré comme « une autre tentative de l'artiste qui bat des records de se glorifier comme le roi de la pop latine prima donnas », elle a noté que cela « n'enlève rien à la beauté du travail ». Elle a également estimé que tous les morceaux du disque « représentent le meilleur de Miguel » et a noté que les medleys romantiques « illustrent le mieux pourquoi Miguel est le chanteur pop le plus vendu en Amérique latine ». Richard Torres de Newsday a écrit une critique positive du disque, notant que la voix de Miguel est « plus profonde et plus âpre que sur ses albums studio », ce qui, selon lui, donne aux chansons rythmées « un côté plus profond et plus funky ». Il a fait l'éloge des ballades « sublimes » de Miguel, des medleys de boléro et des chansons mariachi, pour conclure : « Miguel est le meilleur fournisseur de chansons d'amour, et Vivo capture le meilleur de lui-même ».
Lors de la 43e édition des Grammy Awards en 2001, Vivo a été nommé pour le meilleur album de pop latine, qui a été remis à MTV Unplugged (2000) par Shakira. Lors de la deuxième édition des Latin Grammy Awards, la même année, Vivo a été nommé pour le meilleur album vocal masculin pop, qui a été attribué à El Alma al Aire (2000) d'Alejandro Sanz,. Lors de la 13e édition des prix Lo Nuestro en 2001, Vivo a été nommé Album pop de l'année, mais a été perdu face à Paulina (2000) par Paulina Rubio,. Il a également été nommé Album de l'année lors du Premio de la Gente Ritmo Latino Music Awards en 2001, qui a également été perdu face à Paulina,. Lors des prix Billboard de musique latine 2001, Miguel a remporté le prix de l'album pop de l'année par un artiste masculin.

## Ventes
Aux États-Unis, Vivo a fait ses débuts et a atteint son apogée à la deuxième place du palmarès Billboard Top Latin Albums la semaine du 21 octobre 2000, Mi Reflejo (2000) de Christina Aguilera conservant la première place. L'album a également atteint la 93e place dans le classement du Billboard 200 et la deuxième place dans le hitparade Billboard Latin Pop Albums (en). Il a été certifié double platine par la Recording Industry Association of America (RIAA) pour des ventes de 200 000 exemplaires et a terminé l'année 2001 comme le neuvième album latin le plus vendu de l'année,. En Argentine, Vivo a fait ses débuts en tête du classement des albums et le disque a été certifié double platine par la Chambre argentine des producteurs de phonogrammes et de vidéogrammes pour la vente de 120 000 exemplaires, tandis que la vidéo a reçu la certification platine pour 8 000 exemplaires,. En Espagne, elle a atteint la deuxième place du classement des albums et a été certifiée triple platine par les Producteurs de Musique d'Espagne pour ses 300 000 copies vendues,. Au Mexique, le disque a été certifié Platine et Or pour la vente de 525 000 unités et la vidéo a reçu une certification or au Brésil les 25 000 copies écoulées,.

## Liste des titres
Adaptés d'AllMusic et de la pochette DVD,.
| 1.  | Intro |                                                                                          | 2:34  |
| 2.  | Quiero | Luis Miguel / Roland Kortbawi / Francisco Loyo / Alejandro Asensi                        | 4:01  |
| 3.  | Tú, Sólo Tú | Miguel / Arturo Pérez                                                                    | 3:33  |
| 4.  | J.C. Calderón (Entrégate, Tengo Todo Excepto a Ti, La Incondicional)                                                          | Juan Carlos Calderón                                                                     | 7:30  |
| 5.  | Up-tempo Medley (Un Hombre Busca una Mujer, Cuestión de Piel, Oro de Ley)                                                     | Calderón / Luis Gómez Escolar                                                            | 5:30  |
| 6.  | Romance (No Me Platiques Más, No Sé Tú, La Puerta, La Barca, Inolvidable)                                                     | Vicente Garrido / Armando Manzanero / Luis Demetrio / Roberto Cantoral / Julio Gutierrez | 11:07 |
| 7.  | Suave | Orlando Castro / Kiko Cibrian                                                            | 5:31  |
| 8.  | Segundo Romance (El Día Que Me Quieras, You Belong to My Heart, Somos Novios, Todo y Nada, Nosotros)                          | Alfredo Le Pera / Carlos Gardel / Agustín Lara / Manzanero / Garrido / Pedro Junco       | 11:54 |
| 9.  | O Tú o Ninguna | Calderón                                                                                 | 3:12  |
| 10. | Sol, Arena y Mar | Miguel F. Loyo / Salo LoyoPérez                                                          | 3:14  |
| 11. | Romances (Voy a Apagar La Luz, Contigo Aprendí, Por Debajo de la Mesa, El Reloj, Sabor a Mí, La Gloria Eres Tú, Bésame Mucho) | Manzanero /Cantoral / Álvaro Carrillo / José Antonio Méndez / Consuelo Velázquez         | 15:38 |
| 12. | Y | Mario De Jesús Báez                                                                      | 2:40  |
| 13. | La Bikina | Rubén Fuentes                                                                            | 2:55  |
| 14. | Cómo Es Posible Que a Mi Lado                                                                                                 | Miguel / Asensi / Cibrian                                                                | 3:53  |
| 15. | Será Que No Me Amas | Mick Jackson / Dave Jackson / Elmar Krohn / Calderón                                     | 5:50  |
| 16. | Te Propongo Esta Noche | Miguel / Calderón / Pérez                                                                | 5:01  |

| Version audio | Version audio | Version audio                                         | Version audio | Version audio | Version audio | Version audio | Version audio | Version audio | Version audio |
| No            | Titre | Auteur                                                | Durée         |               |               |               |               |               |               |
| ------------- | --- | ----------------------------------------------------- | ------------- | ------------- | ------------- | ------------- | ------------- | ------------- | ------------- |
| 1.            | Intro |                                                       | 1:41          |               |               |               |               |               |               |
| 2.            | Quiero | Miguel / Kortbawi / F. Loyo / Asensi                  | 4:05          |               |               |               |               |               |               |
| 3.            | Tú, Sólo Tú | Miguel / Pérez                                        | 3:38          |               |               |               |               |               |               |
| 4.            | Romance (No Me Platiques Más, No Sé Tú, La Puerta, La Barca, Inolvidable)                                                      | Garrido / Manzanero / Demetrio / Cantoral / Gutierrez | 11:12         |               |               |               |               |               |               |
| 5.            | Suave | Castro / Cibrian                                      | 5:35          |               |               |               |               |               |               |
| 6.            | Segundo Romance (El Día Que Me Quieras, Solamente una Vez, Somos Novios, Todo y Nada, Nosotros)                                | Le Pera / Gardel / Lara / Manzanero / Garrido / Junco | 10:53         |               |               |               |               |               |               |
| 7.            | O Tú o Ninguna | Calderón                                              | 3:17          |               |               |               |               |               |               |
| 8.            | Sol, Arena y Mar | Miguel / F. Loyo / S. Loyo / Pérez                    | 3:14          |               |               |               |               |               |               |
| 9.            | Romances (Voy a Apagar La Luz / Contigo Aprendí, Por Debajo de la Mesa, El Reloj, Sabor a Mí, La Gloria Eres Tú, Bésame Mucho) | Manzanero / Cantoral / Carrillo / Méndez / Velázquez  | 14:46         |               |               |               |               |               |               |
| 10.           | Y | De Jesús Báez                                         | 2:42          |               |               |               |               |               |               |
| 11.           | La Bikina | Fuentes                                               | 2:59          |               |               |               |               |               |               |
| 12.           | Cómo Es Posible Que a Mi Lado                                                                                                  | Miguel / Asensi / Cibrian                             | 3:58          |               |               |               |               |               |               |
| 13.           | Te Propongo Esta Noche | Miguel / Calderón / Pérez                             | 5:21          |               |               |               |               |               |               |
| 1:36          | |                                                       |               |               |               |               |               |               |               |

## Classements

### Hebdomadaires
| Hitparade (2000)                      | Meilleur classement | Réf.   |
| ------------------------------------- | ------------------- | ------ |
| Argentine (CAPIF)                     | 1                   | [ 32 ] |
| Mexique (AMPROFON)                    | 13                  | [ 39 ] |
| Espagne (PROMUSICAE)                  | 2                   | [ 34 ] |
| États-Unis Billboard 200              | 93                  | [ 40 ] |
| États-Unis Billboard Top Latin Albums | 2                   | [ 41 ] |
| États-Unis Billboard Latin Pop Albums | 2                   | [ 42 ] |

### Annuels
| Hitparade (2000)                        | Classement | Réf.   |
| --------------------------------------- | ---------- | ------ |
| États-Unis Top Latin Albums (Billboard) | 9          | [ 31 ] |
| États-Unis Latin Pop Albums (Billboard  | 7          | [ 31 ] |

| Hitparade (2018)          | Classement | Réf.   |
| ------------------------- | ---------- | ------ |
| Mexican Albums (AMPROFON) |            | [ 39 ] |